# Макао на Светском првенству у атлетици на отвореном 2017.
Макао је учествовао на Светском првенству у атлетици на отвореном 2017. одржаном у Лондону од 4. до 13. августа девети пут. Репрезентацију Макаоа представљала је једна атлетичарка која се такмичила у трци на 100 метара.,
На овом првенству Макао није освојио ниједну медаљу, нити је оборен неки рекорд.

## Учесници
Жене
- Im Lan Loi — 100 м

## Резултати

### Жене
| Атлетичарка | Дисциплина | Лични рекорд | Квалификације | Квалификације | Полуфинале            | Полуфинале            | Финале                | Финале       | Детаљи |
| Атлетичарка | Дисциплина | Лични рекорд | Резултат      | Место         | Резултат              | Место                 | Резултат              | Место        | Детаљи |
| ----------- | ---------- | ------------ | ------------- | ------------- | --------------------- | --------------------- | --------------------- | ------------ | ------ |
| Im Lan Loi  | 100 м      | 11,81 НР     | 12,00         | 7. у гр. 1    | Није се квалификовала | Није се квалификовала | Није се квалификовала | 37 / 46 (47) |        |